# 障害者福祉

OECD各国のGDPにおける社会的支出割合（％、種類別）。
水色が障害者。

障害者福祉（しょうがいしゃふくし、英語: Disability welfare）とは、身体、知的発達、精神に障害を持つ人々に対して、自立を支援する公的扶助制度のことである。広義では障害年金などの所得保障・医療保障、また雇用・住宅施策も含む。
日本では第二次世界大戦後、身体に障害を持った傷痍軍人等への「対策的な」施策として身体障害者福祉が発足したが、現在では、障害を持っていても健常者と同様に自立して暮らすノーマライゼーションの考え方や、社会的統合（インテグレーション）さらに障害者権利条約に拠るインクルージョン教育を理念とするようになった。

## 障害の分類
障害者には身体障害者、知的障害者、精神障害者の3つの種類があり、誕生のときからの先天性障害、乳幼児期の病気による障害、成人になってからの障害（後遺障害）、事故による障害など原因は様々であり、重複障害の場合もある。

## 日本の制度
かつて障害者福祉サービスの利用については、行政の措置決定により、施設に入所したり、在宅サービスを受ける形になっていたが、2003年度から、利用者が自由に施設や事業者を選び、施設や事業者と契約を交わす形で入所先を決定したり、サービスを供給する事業所を決定する支援費制度が導入された。
そして2006年度から「障害者自立支援法」が施行され、年齢や障害種別ごとに縦割りに提供されてきたサービスを一元化し、新しいサービス体系に移行した。現在は「障害者の日常生活及び社会生活を総合的に支援するための法律（障害者総合支援法）」である。
障害福祉サービスのうち、施設サービスとしては、身体の機能を向上させる訓練等給付（リハビリテーション）、日常生活が自ら行えるようにする地域生活支援事業、就労継続支援、就労移行支援、ピアサポートなどがある。
利用者は自由に施設や事業者を選べるが、現在では基本的にケアマネージャーやケースワーカーなどの仲介が無いとサービス利用はできない。また、65歳以上の高齢者にあたる障害者は基本的に高齢者福祉の適用が優先され、障害者福祉の利用の適用優先度は下がる。